# Ilan Ramon

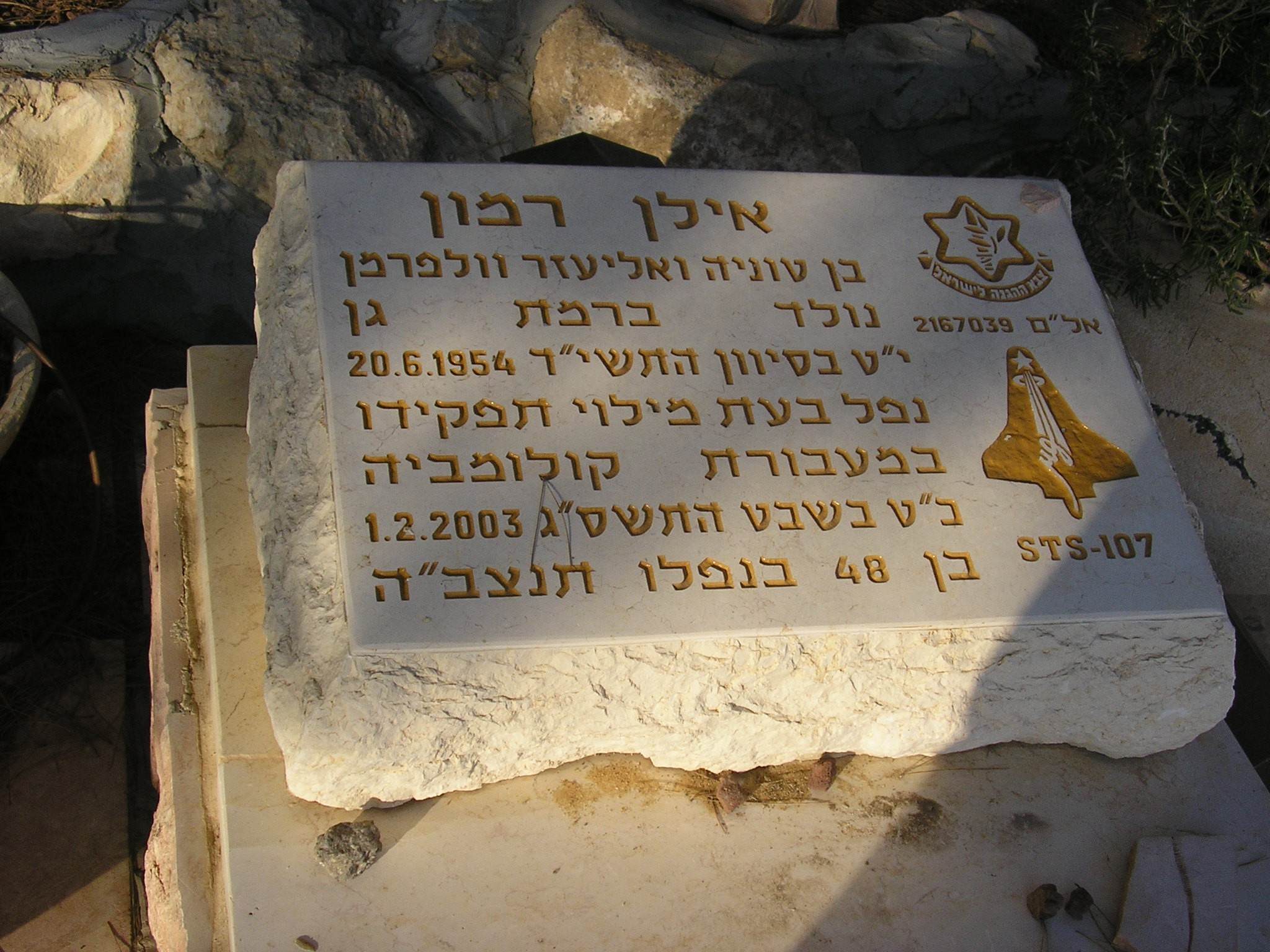
Tomba d'Ilan Ramon

Ilan Ramon (20 de juny 1954 - 1 de febrer 2003) (en hebreu: אילן רמון) va ser aviador militar de la força aèria israeliana, i més tard el primer astronauta israelià. Ramon va ser l'especialista de càrrega útil del transbordador espacial de la missió STS-107, l'última missió del transbordador espacial Columbia, on ell i sis membres de la tripulació van morir en un accident de reentrada sobre el sud de Texas.